# 嘉荫农场
嘉荫农场是一个位于中华人民共和国黑龙江省伊春市嘉荫县的农场，亦是黑龙江省农垦绥化管理局所属的一个农场。
嘉荫农场1964年建场，1968年组建沈阳军区黑龙江生产建设兵团，编为独立一团，1970年划归二师领导，原番号不变，1976年春撤销生产建设兵团，改为国营农场。位于黑龙江中段河谷地带，小兴安岭东北麓，北与俄罗斯隔江相望，是绥化管理局最东部的一个中小型农场。

## 行政区划
嘉荫农场下辖以下单位：
嘉荫场直社区、嘉荫农场振兴管理区、嘉荫农场安阳管理区、嘉荫农场大岗管理区和嘉荫农场稻田管理区。